# 松寄生
松寄生（學名：Taxillus matsudae）为桑寄生科钝果寄生属下的一个种，台灣特有植物。

## 异名
松柏钝果寄生（學名：Taxillus caloreas var. caloreas）

## 扩展阅读
- 維基物種上的相關：松寄生